# Cynara Coomer
Pour les articles homonymes, voir Coomer et Cynara (homonymie).
Cynara Coomer est une chirurgienne sud-africaine. Elle est chef de la chirurgie du sein et directrice du Comprehensive Breast Center à l'Hôpital universitaire de Staten Island (en) et elle intervient pour son expertise médicale sur Fox News Channel. Elle est également professeure adjoint de clinique de chirurgie spécialisée dans la santé du sein et la chirurgie du cancer du sein à la Mount Sinai School of Medicine à New York City. Le Dr Coomer est lauréate de plusieurs prix, dont le Patient’s Choice Award et l'America’s Top Surgeons.

## Formation médicale
Le Dr Coomer est certifiée en chirurgie générale et membre de l'American College of Surgeons. Elle se spécialise dans l'exécution de mastectomies préservant le mamelon et l'aréole avec reconstruction immédiate. Elle a également de l'expérience dans le traitement par radiothérapie partielle du sein.
Originaire d'Afrique du Sud, Coomer termine ses études de médecine en 1996 à l'école de médecine de l'Université de Loma Linda dans le sud de la Californie. Elle réalise son internat en chirurgie au SUNY Downstate Medical Center (en). Peu de temps après, elle est nommée professeure adjointe de chirurgie.
Avant de venir au Staten Island University Hospital, Coomer est une chirurgienne des seins au Mount Sinai Medical Center (en) et au Lenox Hill Hospital à New York. Dans les deux hôpitaux, elle établit une pratique clinique consacrée à traiter les maladies du sein de toutes sortes, bénignes et malignes.
Elle est également affiliée à un certain nombre de sociétés savantes comme l'American Society of Breast Surgeons et le groupe Metropolitan Breast Cancer.

## Journalisme
Coomer rejoint Fox News Channel comme consultante médicale en mai 2009. Elle fournit une expertise sur différents sujets dans la recherche sur le cancer, avec un accent sur la santé des femmes. Elle apparaît également en tant que consultante sur WNYW-FOX 5 News et comme médecin-journaliste, animatrice et blogueuse sur FoxNewsHealth.com.
Elle apparaît régulièrement sur America Live (en), America's Newsroom, Fox & Friends, Fox Report (en) avec Shepard Smith, Happening Now (en), Red Eye with Greg Gutfeld (en), Studio B with Shepard Smith (en), The O'Reilly Factor et Your World with Neil Cavuto (en).

## Cancer de la thyroïde
Coomer a été diagnostiquée avec un carcinome papillaire, qui est la forme la plus commune de cancer de la thyroïde, en décembre 2010. Ce diagnostic est tombé seulement quatre semaines après avoir donné naissance à son premier enfant. Elle a subi une thyroïdectomie totale où son chirurgien, le Dr Mark Urken, a enlevé la glande thyroïde et plusieurs ganglions lymphatiques. Le pronostic de ce type de cancer est très bon avec de 80 à 90 pour cent de taux de survie. Elle a parlé de son expérience sur Fox News Channel et écrit plusieurs éditoriaux à ce sujet pour Foxnews.com. En février 2011, elle a été traitée pour un cancer de la thyroïde avec de l'iode radioactif.